# Druance
La Druance (da non confondersi con la Durance) è un fiume francese che scorre in Normandia, nel dipartimento del Calvados. È un affluente alla riva sinistra del Noireau e quindi subaffluente dell'Orne.

## Geografia
Fiume serpeggiante nelle alture a nord-est del Massiccio armoricano, la Druance infila una valle boscosa, sinuoso e incassato ai confini del Bocage virois e della Svizzera normanna. Esso nasce al confine tra i comuni di Ondefontaine e di Danvou-la-Ferrière, a qualche decina di metri dal fiume Odon, altro fiume del bacino dell'Orne. Esso unisce le proprie acque a quelle del Noireau a Condé-sur-Noireau dopo un percorso d'orientamento generale nordovest - sudest di 31,1 km

### Comuni e cantoni attraversati
Ad eccezione di Condé-sur-Noireau, luogo della sua confluenza con il Noireau, la Druance è un fiume essenzialmente rurale. Esso attraversa o bordeggia successivamente i territori dei comuni di Ondefontaine, Danvou-la-Ferrière, Saint-Jean-le-Blanc, Lassy, Saint-Vigor-des-Mézerets, Lénault, Périgny, Saint-Pierre-la-Vieille, La Chapelle-Engerbold, Pontécoulant, Saint-Germain-du-Crioult, Proussy, Condé-sur-Noireau.

### Bacino idrografico

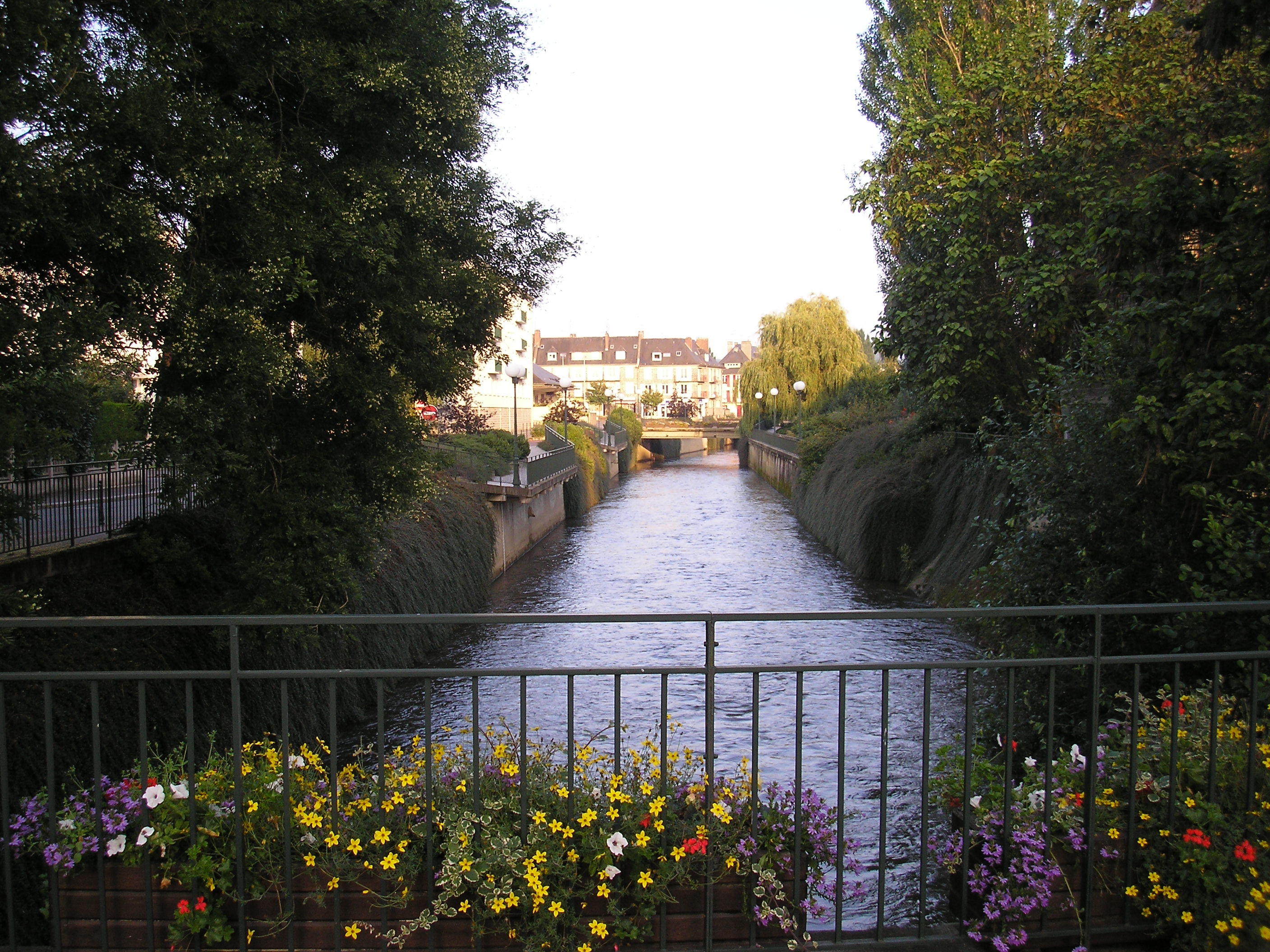
La Druance all'ingresso in Condé-sur-Noireau.

Il bacino della Druance si estende su un territorio di 170 km2 inserito tre i bacini di piccoli affluenti diretti dell'Orne a est, dell'Odon, altro affluente del fiume, a nord, della Vire dalla Souleuvre e l'Allière a ovest, e degli affluenti diretti del Noireau, tra i quali la Diane (o Guyanne), a sud.

### Organismo gestionale
L'organismo gestionale è il SYMOA o Syndicat Mixte de l'Orne et ses Affluents, con sede ad Argentan.